# Wubana
Wubana es un género de arañas araneomorfas de la familia Linyphiidae. Se encuentra en Norteamérica.

## Lista de especies
Según The World Spider Catalog 12.0:
- Wubana atypica Chamberlin & Ivie, 1936
- Wubana drassoides (Emerton, 1882)
- Wubana ornata Chamberlin & Ivie, 1936
- Wubana pacifica (Banks, 1896)
- Wubana reminiscens Chamberlin, 1949
- Wubana suprema Chamberlin & Ivie, 1936
- Wubana utahana Chamberlin & Ivie, 1936